# Lupus-TR-3b
Lupus-TR-3bは、おおかみ座の方角に約6520光年の位置にあるK型主系列星Lupus-TR-3の周囲を公転する太陽系外惑星である。2007年にオーストラリアのサイディング・スプリング天文台でハーバード・スミソニアン天体物理学センターの研究者によって発見された。
惑星は木星の5分の4倍の質量、10分の9の半径を持ち、密度は1.4g/cm3である。ホットジュピターに分類され、主星から0.0464auの軌道を3.9日で公転する。地上から見えるトランジット惑星の中では暗い方である。